# 欧洲花园 (阿讷西)
欧洲花园（法语：Jardins de l'Europe）是法国奥弗涅-罗讷-阿尔卑斯大区上萨瓦省省会阿讷西的一个大公园，位于阿讷西湖湖畔。欧洲花园开辟于19世纪，已列入文化遗产清单。

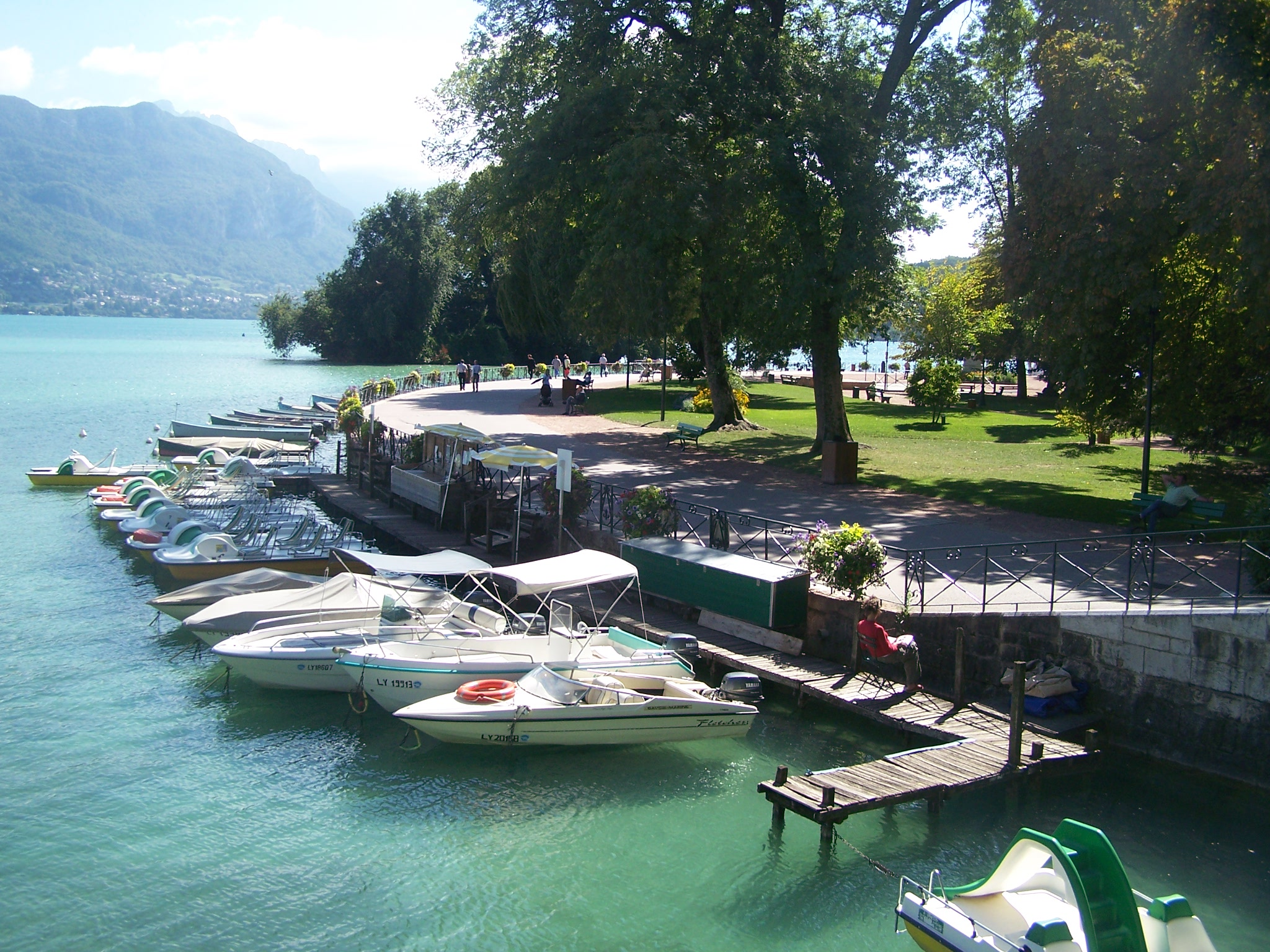
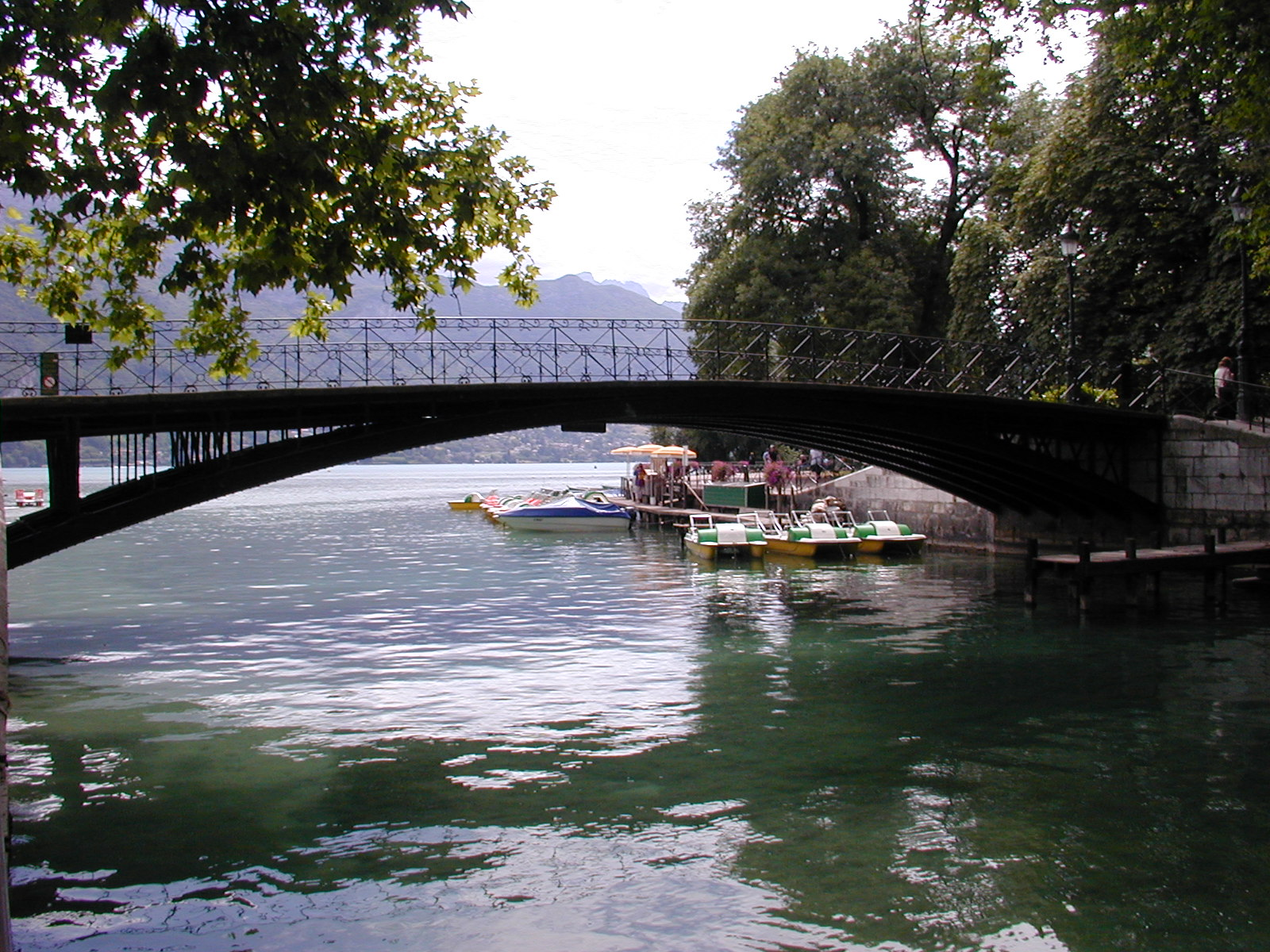
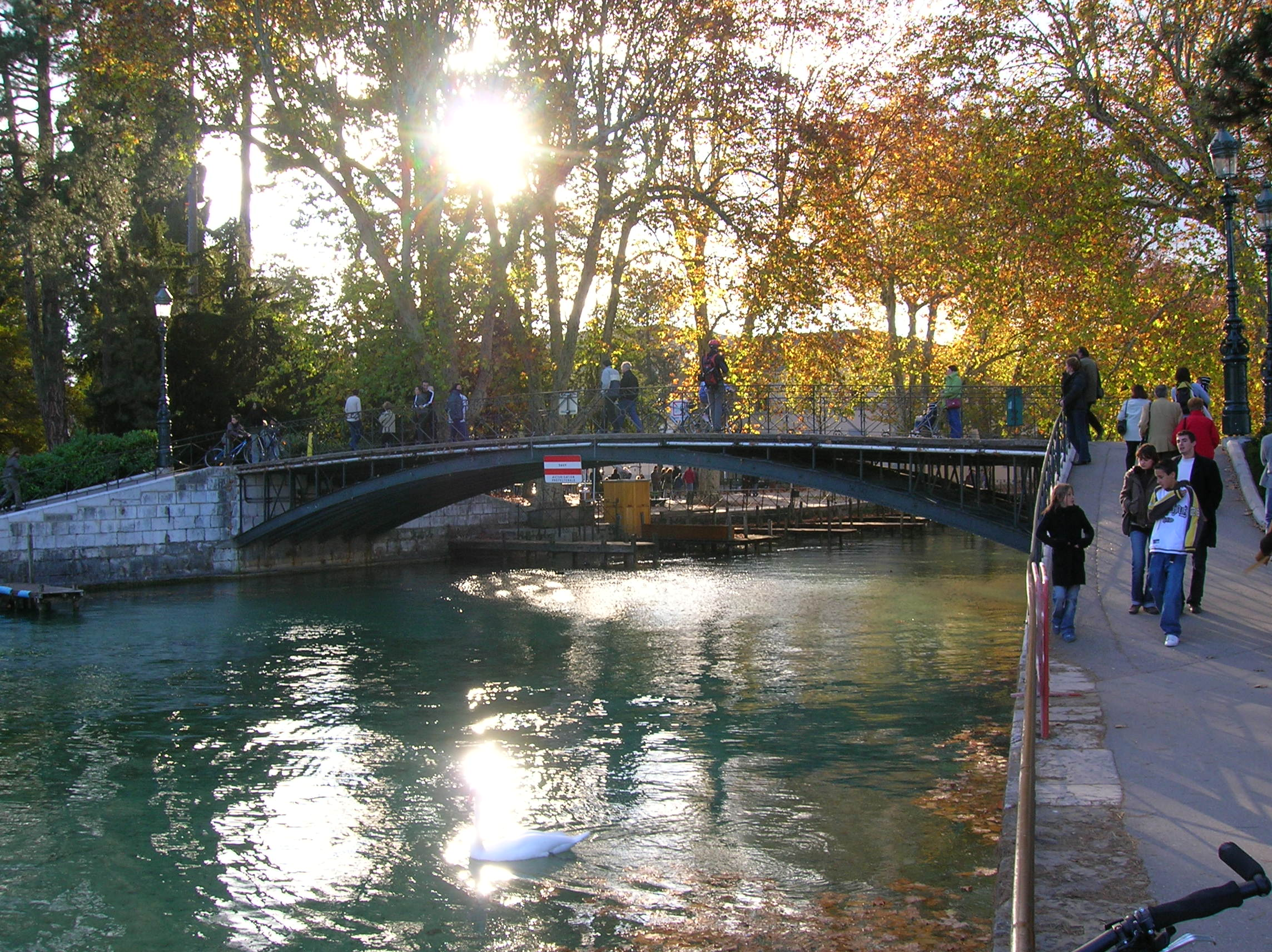
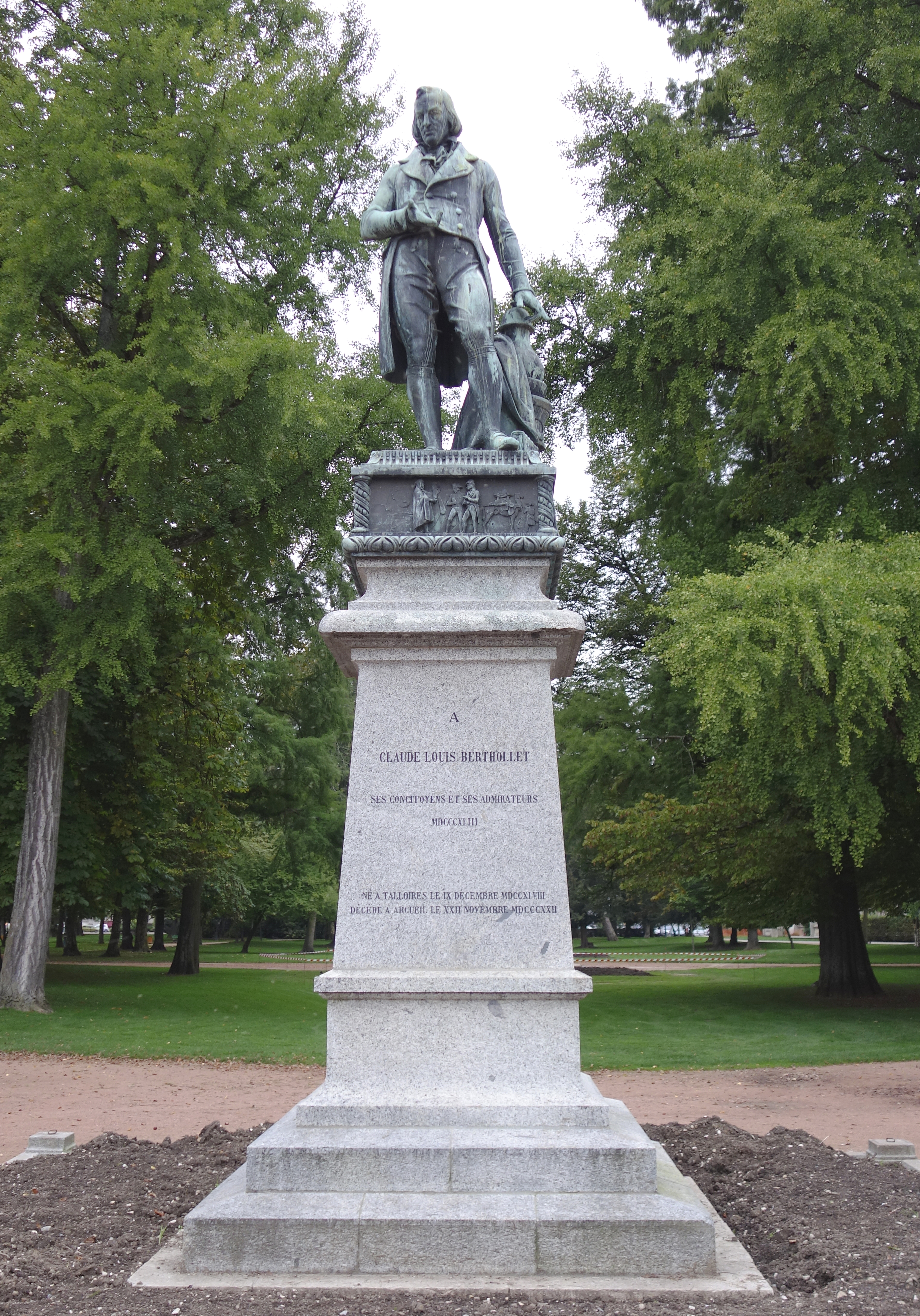